# Cadillac XT4
Cadillac XT4 – samochód osobowy typu SUV klasy średniej produkowany pod amerykańską marką Cadillac w latach 2018–2025 na rynku amerykańskim i od 2018 roku na rynku chińskim.

## Historia i opis modelu

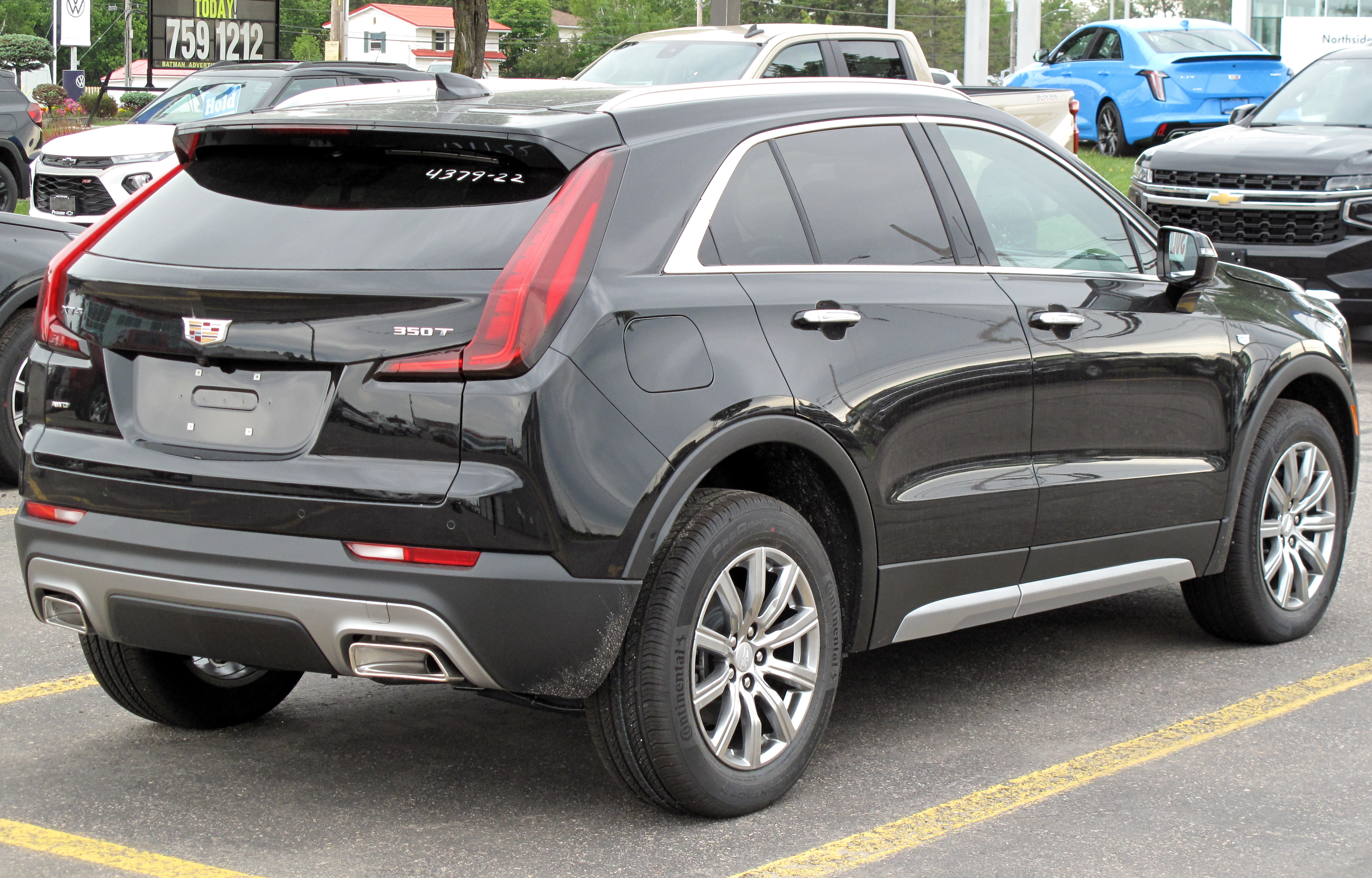
Cadillac XT4 - tył

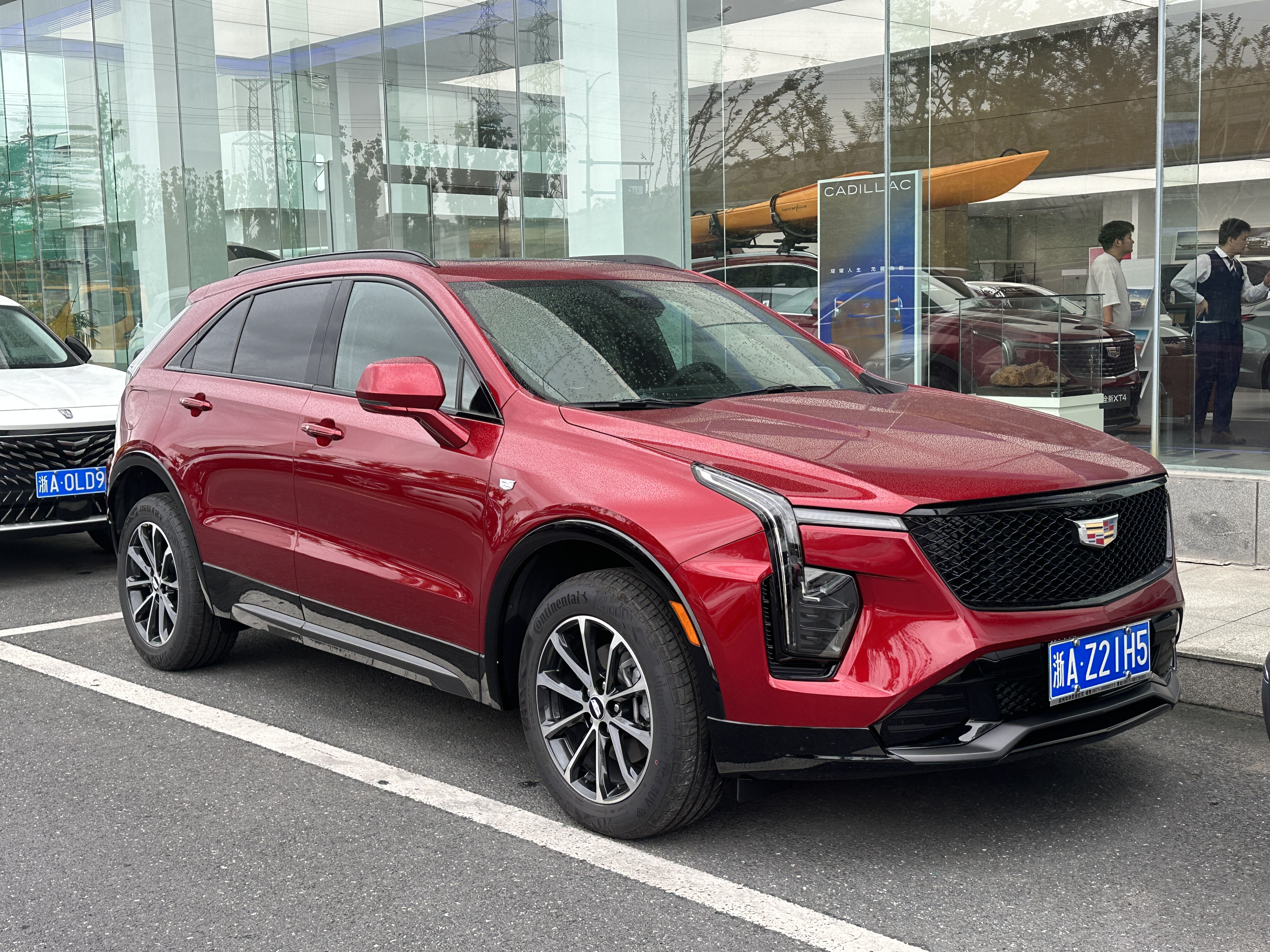
Cadillac XT4 - po liftingu

XT4 to zupełnie nowy model w ofercie Cadillaca, który pojawił się na rynku w marcu 2018 roku jako najmniejszy SUV w ofercie producenta plasujący się poniżej modelu XT5 i adaptujący zapoczątkowany przez niego nowy porządek w nazewnictwie.
Samochód utrzymano we wówczas najświeższej estetyce stylistycznej producenta - XT4 wyróżnia się charakterystycznymi podłużnymi diodami LED tworzącymi reflektory. Średniej wielkości SUV Cadillaca zyskał projekt kokpitu nawiązujący do m.in. limuzyny CT6, wyróżniający się wysoko poprowadzonym pasem nawiewów i dużym ekranem dotykowym dominującym konsolę centralną. 

### Lifting
W lutym 2023 Cadillac XT4 przeszedł obszerną restylizację, w ramach której pas przedni zyskał przeprojektowane zderzaki, większy wlot powietrza, a także zmodyfikowany układ reflektorów. Główny klosz został przesunięty niżej, a jego obramowanie zachowało dotychczasowy układ podłużnych pasów LED do jazdy dziennej. Największe zmiany zaadaptowano w kabinie pasażerskiej, gdzie dotychczasowy projekt masywnego kokpitu zastąpiła bardziej cyfrowa aranżacja inspirowana takimi modelami jak Escalade czy Lyriq. Nawiewy i panel klimatyzacji przesunięto niżej, a od krawędzi dzwi po środek kokpitu rozciągnął się rozbudowany, 33-calowy ekran składający się z panelu, cyfrowych wskaźników i dotykowy ekran systemu multimedialnego.

### Sprzedaż
Samochód trafił do sprzedaży na rynku Ameryki Północnej i Chin w drugiej połowie 2018 roku z 2-litrowym, czterocylindrowym silnikiem benzynowym z turbodoładowaniem. W lutym 2019 roku samochód trafił do limitowanej sprzedaży w wybranych krajach Europy Zachodniej za pośrednictwem niemieckiego, wyłącznego importera marki. Na początku 2025 roku XT4 zniknął z amerykańskiej oferty Cadillaka, pozostając odtąd produktem dostępnym i produkowanym tylko na rynku chińskim.

### Silnik
- R4 2.0 Turbo LSY 237 KM (USA)
- R4 2.0 Fiat Multijet2 172 KM (Europa)